# Geogarypus longidigitatus
Geogarypus longidigitatus es una especie de arácnido del orden Pseudoscorpionida de la familia Geogarypidae.

## Distribución geográfica
Se encuentra en Tuvalu.